# Nathan Bolaers
 Nathan Bolaers,  né le 23 avril 1991 à Liège, est un handballeur belge. Il évolue au poste de pivot

## Carrière
Nathan Bolaers a commencé le handball à l'Union beynoise en Belgique.
Nathan décide de quitter Beyne en 2011 avec son grand frère Thomas pour rejoindre le club United HC Tongeren. Il découvre alors la Coupe des coupes (C2) où il rencontre le club serbe du RK Vojvodina Novi Sad, mais malgré une victoire à domicile (31-24), le club s'incline lourdement au retour (24-33) et est éliminé. Si Nathan n'inscrit pas de but lors des deux rencontres, il est reçoit un carton rouge après avoir été trois fois sanctionné de deux minutes. Malgré tout, le United HC Tongeren termine la saison en étant champion de Belgique. L'année suivante, Tongres rencontre les champions norvégiens Elverum Handball où il réussit à marquer son premier but en coupe d'Europe.
Mais, c'est depuis la saison 2013/2014 où Nathan se fait remarquer en Coupe Challenge (C4) (22 buts en six rencontres) et en BeNe League où le club termine troisième de la compétition après avoir pourtant dominé toute la saison régulière, Nathan Bolaers étant élu dans l'équipe type de la compétition.
En 2017, il passe professionnel en signant dans le club français du Grand Besançon Doubs Handball en Pro D2. La saison suivante, il rejoint le Limoges Hand 87, toujours en Pro D2.
En 2019, il retourne en Belgique au Handbal Tongeren.

## Palmarès
- Vainqueur du Championnat de Belgique (2) : 2012 et 2015